# Маком
Мако́м — одне з основних понять у професійній музиці узбеків і таджиків, що може розумітися як ладово-мелодична модель, або як музичний жанр. Споріднений з арабським макамом та азербайджанським мугамом.
Як ладова модель, кожен з макомів має власну назву, що символізує певну філософську або психологічну концепцію. Наприклад, рост символізує красу і досконалість, бузрук — величність і монументальність, наво — ствердження життя.
Зазвичай в таджицькій та узбецькій музиці цикл з 6 макомів об'єднується у так званий шаш-макомом а цикл з 12 макомів має назву дувоздахмак.